# رومولية بترائية
الرومولية البترائية (باللاتينية: Romulea petraea) هو أحد أنواع الرومولية من الفصيلة السوسنية.

## الموئل والانتشار
موطنها بلاد الشام.